# Ontamarama
Ontamarama é um Video game musical publicado pela Atlus e desenvolvido pela Noise Factory para Nintendo DS. O jogo usa ambas telas do DS, dispositivo de toque e o microfone durante o jogo.
A história do jogo gira em torno de espíritos chamados "Ontama", que vivem numa ilha tropical e que podem criar música.

## Jogabilidade
A jogabilidade de Ontamarama é a combinação de jogos como "Dance Dance Revolution" e "Elite Beat Agents". O jogador deve apertar uma direção no D-Pad, similar ao DDR, mas com o Stylus (caneta do DS). Cada seta possui uma cor e só irá ser registrada no fim da partida se foi absorvida energia colorida bastante. Para absorver energia, o jogador deve tocar Ontamas coloridos que cruzam na tela de toque. Ontamas pretos podem aparecer e parar os coloridos, e alguns Ontamas precisam ser tocados duas vezes. Assoprando no microfone, o jogador pode limpar a tela de todos os Ontamas, mas isto só pode ser feito um número limitado de vezes.

## História
Começando numa ilha tropical, o centro da história são os espíritos Ontama. Um demônio, desejando roubar os inabitantes da música da ilha, rouba o Ontama hipnotizando as pessoas da ilha. Beat e Rest, os protagonistas do jogo, são ambos Ontamaestros (ou Maestros de Ontamas) e eles tentam libertar o Ontama lutando contra os habitantes da ilha hipnotizados através de lutas musicais.

## Recepção
Ontamarama recebeu pontuações razoáveis, uma média de 71% no Metacritic.com. IGN.com, que deu ao jogo nota 7.3, viu que a jogabilidade era muito complicada, mas que o jogo tinha um certo charme. Aaron Kaluszka, um revisador do Nintendo World Report, deu ao jogo 70/100 e disse que "Ontamarama certamente não é Elite Beat Agents, mas seu estilo de jogabilidade é definitivamente único." 